# Pierre Zimmermann
Pierre Joseph Guillaume Zimmermann (París, 1785-1853), fue un pianista y compositor francés de origen judío.
Pierre Zimmermann nació en París en 1785. Fue alumno de Boieldieu y de Cherubini. En 1816 llegó a ser profesor de piano del Conservatorio de París, y tuvo por alumnos, entre otros, a Antoine François Marmontel, Ambroise Thomas, Louis Lacombe, Georges Bizet y César Franck.
En 1848, fue nombrado inspector de estudios musicales y resumió su método en la «Encyclopédie du pianiste», obra considerada un clásico.
Destacan de sus obras dos Conciertos para piano, una Sonata para piano, música religiosa y las óperas L'Enlèvement («El Rapto»), y Nausicaa.